# Marie-Anne-Françoise de Portugal
Pour les articles homonymes, voir Marie-Anne de Portugal.
Marie Anne Françoise de Bragance (Ana Maria Francisca Josefa Rita Joana; 7 octobre 1736 - 16 mai 1813), est une infante portugaise fille de Joseph Ier de Portugal et de son épouse Marie-Anne-Victoire d'Espagne.

## Biographie
L'infante est née à Lisbonne , le 7 octobre 1736, et elle est la deuxième des quatre filles de Joseph Ier. Elle est considérée comme une épouse potentielle pour Louis, Dauphin de France, mais sa mère - qui a été fiancée à Louis XV puis "répudiée" pour des raisons politiques - refuse de consentir à ce mariage. Elle ne se marie jamais.
Elle fuit la partie continentale du Portugal avec sa famille lorsque Napoléon Bonaparte ordonna l'invasion du Portugal. Elle est décédée à Rio de Janeiro le 16 mai 1813 et est enterrée à Lisbonne.